# Daniel Dujshebaev
Daniel Dujshebaev (ros. Даниель Дуйшебаев, Danijel Dujszebajew, ur. 4 lipca 1997 w Santander) – hiszpański piłkarz ręczny pochodzenia rosyjsko-kirgiskiego, lewy rozgrywający, zawodnik Vive Kielce. Reprezentant Hiszpanii, złoty medalista mistrzostw Europy w Chorwacji (2018).

## Kariera klubowa
Jako junior grał w Prado Marianistas, Ciudad Real oraz Atlético Madryt. W 2013 trafił do Barcelony, w sezonie 2015/2016 został włączony do jej pierwszego składu, rozgrywając w lidze ASOBAL 22 mecze i rzucając 17 bramek. W sezonie 2016/2017 wypożyczony był do Atlético Valladolid – w 30 spotkaniach rzucił 100 goli.
W lipcu 2017 został zawodnikiem Vive Kielce, z którym podpisał pięcioletni kontrakt. W tym samym miesiącu został wypożyczony na dwa lata do RK Celje. W sezonie 2017/2018 zdobył z nim mistrzostwo Słowenii, Puchar Słowenii i Superpuchar Słowenii. W sezonie 2017/2018 rozegrał w słoweńskiej ekstraklasie 10 meczów i rzucił 11 bramek, w Lidze SEHA wystąpił w 19 spotkaniach i zdobył 37 goli, zaś w Lidze Mistrzów rozegrał 14 meczów i rzucił 35 bramek. W sezonie 2018/2019 wystąpił wyłącznie w rozegranym 5 września 2018 spotkaniu o Superpuchar Słowenii z MRK Krka (22:23).
Na początku września 2018, wobec trudnej sytuacji kadrowej Vive, powrócił przedwcześnie do kieleckiej drużyny. W Superlidze zadebiutował 11 września 2018 w wygranym spotkaniu z Arką Gdynia (40:31), w którym zdobył sześć goli. W sezonie 2018/2019 rozegrał w najwyższej polskiej klasie rozgrywkowej 12 meczów i rzucił 39 bramek, ponadto wystąpił w 10 spotkaniach Ligi Mistrzów, w których zdobył 14 goli. Grę w sezonie 2018/2019 zakończył przedwcześnie z powodu odniesionej w styczniu 2019 na mistrzostwach świata kontuzji kolana (zerwanie więzadeł krzyżowych).

## Kariera reprezentacyjna
W 2014 zdobył brązowy medal mistrzostw Europy U-18 w Polsce, w których rozegrał siedem meczów i zdobył 12 goli. W 2015 uczestniczył w mistrzostwach świata U-19 w Rosji (4. miejsce), podczas których wystąpił w dziewięciu spotkaniach i rzucił 40 bramek oraz został wybrany najlepszym lewym rozgrywającym turnieju.
W 2016 zdobył złoty medal mistrzostw Europy U-20 – w turnieju, który odbył się w Danii, rzucił 38 goli, w tym dziesięć w wygranym meczu finałowym z Niemcami (30:29). Został też wybrany najlepszym lewym rozgrywającym mistrzostw. W 2017 wraz z młodzieżową reprezentacją Hiszpanii zdobył mistrzostwo świata U-21 – w turnieju, który odbył się w Algierii, wystąpił w dziewięciu meczach, w których zdobył 44 bramki.
W reprezentacji Hiszpanii zadebiutował 3 maja 2017 w meczu z Austrią (30:29). Pierwsze dwie bramki rzucił trzy dni później w rewanżu z Austrią (35:24).
W 2018 zdobył złoty medal mistrzostw Europy w Chorwacji, podczas których wystąpił w pięciu meczach i rzucił cztery bramki. W 2019 wziął udział w mistrzostwach świata w Danii i Niemczech, podczas których rozegrał sześć spotkań i zdobył 11 goli. W rozegranym 23 stycznia 2019 meczu z Niemcami (30:31) zerwał więzadła krzyżowe w kolanie (kontuzja ta wykluczyła go z dalszego udziału w turnieju).

## Życie prywatne
Syn małżeństwa piłkarzy ręcznych Olgi z domu Dowiczebajewa oraz trenera Tałanta Dujszebajewa, młodszy brat piłkarza ręcznego Aleksa Dujshebaeva.

## Sukcesy
| FC Barcelona - Mistrzostwo Hiszpanii: 2015/2016 RK Celje - Mistrzostwo Słowenii: 2017/2018 - Puchar Słowenii: 2017/2018 - Superpuchar Słowenii: 2017 Vive Kielce - Mistrzostwo Polski: 2018/2019 - Puchar Polski: 2018/2019 | Reprezentacja Hiszpanii - Mistrzostwo Europy: 2018 - Mistrzostwo świata U-21: 2017 - Mistrzostwo Europy U-20: 2016 - 3. miejsce w mistrzostwach Europy U-18: 2014 Indywidualne - Najlepszy lewy rozgrywający mistrzostw świata U-19 w Rosji w 2015 - Najlepszy lewy rozgrywający mistrzostw Europy U-20 w Danii w 2016 |